# Miss Grand Sudáfrica
Miss Grand Sudáfrica es un certamen de belleza femenina realizado anualmente en Sudáfrica donde se califican la belleza integral, inteligencia, seguridad, elegancia y porte que poseen las candidatas al título. Cada concursante representa únicamente a un provincia del país y la ganadora del título lo lleva por un periodo de alrededor de un año. Las participantes y ganadoras le dan significado e importancia a esta competencia de belleza promoviendo la campaña detener la guerra y la violencia, el cual es el eslogan del concurso.
La actual Miss Grand Sudáfrica es Lu Juan Mzyk, quien representó a Sudáfrica en el Miss Grand Internacional 2022, en Indonesia, donde no clasificó al Top 20 de cuartofinalistas.

## Ganadoras del certamen
| Año  | Ganadora                 | Provincia             | Edad                  | Altura                | Lugar del evento | Participantes | Fecha | Ref.               |
| ---- | ------------------------ | --------------------- | --------------------- | --------------------- | --- | --- | --- | ------------------ |
| 2022 |                          |                       |                       |                       | Emerald Resort & Casino, Johannesburgo                                                                                           | 37 | 30 de abril de 2022 |                    |
| 2021 | Jeané van Dam            | Gauteng               | 20                    | 1,68 m                | | 26 | 14 de agosto de 2021 |                    |
| 2020 | Anronet Roelofsz         | Pretoria              | 26                    | 1,77 m                | En línea | 8 | 30 de agosto de 2020 |                    |
| 2019 | Belinde Bella Schreuder  | Gauteng               | 23                    | 1,77 m                | Arto Theatre, Pretoria | 10 | 25 de mayo de 2019 | [ 3 ] [ 4 ]        |
| 2018 | Misha Christie           | Gauteng               | 26                    | 1,70 m                | Arto Theatre, Pretoria | 14 | 4 de agosto de 2018 | [ 5 ] [ 6 ]        |
| 2017 | Yajna Debideen           | KwaZulu-Natal         | 23                    | 1,69 m                | Sin concurso celebrado, La Vice-princesa de Miss Supranational South Africa 2017 fue nombrada como Miss Grand South Africa 2017. | Sin concurso celebrado, La Vice-princesa de Miss Supranational South Africa 2017 fue nombrada como Miss Grand South Africa 2017. | Sin concurso celebrado, La Vice-princesa de Miss Supranational South Africa 2017 fue nombrada como Miss Grand South Africa 2017. | [ 7 ]              |
| 2016 | Caitlin Harty            | Limpopo               | 21                    | 1,71 m                | Atterbury Theatre, Lynnwood Manor, Pretoria                                                                                      | 6 | 6 de agosto de 2016 | [ 8 ] [ 9 ] [ 10 ] |
| 2015 | Magdalena Lenie Pieterse | Estado Libre          | 22                    | 1,83 m                | Lyric Theatre, Johannesburgo | 6 | 11 de septiembre de 2015 | [ 11 ]             |
| 2014 | Ane Reynolds             | Cabo Occidental       |                       |                       | Designada, sin concurso celebrado.                                                                                               | Designada, sin concurso celebrado.                                                                                               | Designada, sin concurso celebrado.                                                                                               | [ 12 ]             |
| 2013 | Sin licencia titular.    | Sin licencia titular. | Sin licencia titular. | Sin licencia titular. | Sin licencia titular. | Sin licencia titular. | Sin licencia titular. |                    |

| Año  | Primera finalista                     | Segunda finalista                  | Tercera finalista               | Cuarta finalista                    | Ref.               |
| ---- | ------------------------------------- | ---------------------------------- | ------------------------------- | ----------------------------------- | ------------------ |
| 2021 | Pretoria – Lu Juan Mzyk               | Pretoria – Danielle Van Zyl        | Johannesburgo – Genive Trimble  | Johannesburgo – Jordan Van Rensburg |                    |
| 2020 | Cabo Occidental – Nompumelelo Malindi | KwaZulu-Natal – Sthabile Mnyandu   | –                               | –                                   |                    |
| 2019 | Gauteng – Jeané Van Dam               | Limpopo – Phomolo Bianca Tjie      | –                               | –                                   | [ 3 ] [ 4 ]        |
| 2018 | Cabo Occidental – Natasché Daniels    | Mpumalanga – Refentse Fensi Molehe | Cabo del Norte – Nedien Andrews | Gauteng – Rhulani Mathevula         | [ 5 ] [ 6 ]        |
| 2016 | Mpumalanga – Precious Khoza           | Gauteng – Thando Tsiane            | –                               | –                                   | [ 8 ] [ 9 ] [ 10 ] |
| 2015 | Cabo Oriental – Danielle Leach        | Limpopo – Rina van Schalkwyk       | –                               | –                                   | [ 11 ]             |

## Ediciones
| Miss Grand Sudáfrica                                  |
| 2015 · 2016 · 2017 · 2018 · 2019 · 2020 · 2021 · 2022 |

## Representaciones internacionales por año
Clave de color;
- Ganadora
- Finalista
- Semifinalista
- Cuartofinalista

### Miss Grand Internacional
| Año  | Representante            | Provincia         | Posición          | Premios especiales | Ref    |
| 2022 | Lu Juan Mzyk             | Pretoria          |                   |                    |        |
| 2021 | Jeanè Van Dam            | Gauteng           | Cuarta finalista  |                    |        |
| 2020 | Anronet Roelofsz         | Pretoria          |                   |                    |        |
| 2019 | Belinde Bella Schreuder  | Gauteng           | Top 20            |                    |        |
| 2018 | Misha Christie           | Gauteng           |                   |                    | [ 2 ]  |
| 2017 | Yajna Debideen           | KwaZulu-Natal     |                   |                    | [ 13 ] |
| 2016 | Caitlin Harty            | Limpopo           |                   |                    | [ 14 ] |
| 2015 | Magdalena Lenie Pieterse | Estado Libre      |                   |                    | [ 15 ] |
| 2014 | Ane Reynolds             | Cabo Occidental   | No compitió       | No compitió        |        |
| 2013 | Sin representante        | Sin representante | Sin representante | Sin representante  |        |